# Matthew Porretta
Matthew Charles Porretta (Darien, 29 maggio 1965) è un attore e doppiatore statunitense.

## Biografia
Matthew Porretta è nato in Connecticut nel 1965, figlio del tenore Frank Porretta e dell'ex Miss Ohio Roberta Porretta. Nel 1989 si unì alla tournée statunitense del musical Les Misérables, in cui interpretava il co-protagonista Marius Pontmercy, ruolo con cui ha fatto il suo debutto a Broadway nel 1991. Quattro anni più tardi è tornato a recitare a Broadway in occasione della prima del musical di Stephen Sondheim Passion.
Negli anni novanta ha cominciato a recitare in televisione in diverse serie TV, diventando noto soprattutto per il ruolo di Dan Rubin in Beverly Hills 90210 e quello di Robin Hood nelle prime due stagioni di Le nuove avventure di Robin Hood. Attivo anche come doppiatore, è noto soprattutto per aver prestato la voce all'eponimo protagonista del videogioco Alan Wake.
Ha avuto due figli da un matrimonio durato dal 2012 al 2014.

## Filmografia parziale

### Cinema
- Robin Hood - Un uomo in calzamaglia (Robin Hood: Men in Tights), regia di Mel Brooks (1993)
- Dracula morto e contento (Dracula: Dead and Loving It), regia di Mel Brooks (1995)

### Televisione
- Beverly Hills 90210 - serie TV, 10 episodi (1993)
- Wings - serie TV, episodio 7x16 (1996)
- Le nuove avventure di Robin Hood (The New Adventures of Robin Hood)  - serie TV, 27 episodi (1996-1998)
- Code Name: Eternity - serie TV, 1x9 (2000)
- Senza traccia (Without a Trace) - serie TV, 2x19 (2004)
- CSI: NY - serie TV, 1x16 (2005)
- Blue Bloods - serie TV, episodio 2x7 (2011)
- Unforgettable - serie TV, episodio 3x8 (2014)
- The Good Wife - serie TV, episodio 6x9 (2014)
- Deadbeat - serie TV, 5 episodi (2015)
- The Blacklist - serie TV, episodio 6x7 (2019)

### Doppiatore
- Alan Wake - videogioco (2010)
- Alan Wake's American Nightmare - videogioco (2012)
- The Bureau: XCOM Declassified - videogioco (2013)
- Grand Theft Auto V - videogioco (2013)
- Quantum Break - videogioco (2016)
- Control - videogioco (2019)
- Alan Wake II – videogioco (2023)

## Doppiatori italiani
Nelle versioni in italiano delle opere in cui ha recitato, Matthew Porretta è stato doppiato da:
- Stefano Benassi ne Le nuove avventure di Robin Hood
- Massimo De Ambrosis in Robin Hood - Un uomo in calzamaglia
- Massimo Rinaldi in CSI: NY

Da doppiatore è stato sostituito da:
- Alessandro Zurla in Alan Wake